# 1989年の日本競馬
1989年の日本競馬（1989ねんのにほんけいば）では、1989年（平成元年）の日本競馬界についてまとめる。馬齢は旧表記で統一する。
1988年の日本競馬 - 1989年の日本競馬 - 1990年の日本競馬

## 概要

### 競馬ブームの到来
年号が平成に変わったこの年、中央競馬に一大ブームが訪れた。
特にブームの牽引役となったのは、オグリキャップ・スーパークリーク・イナリワンの平成三強と、武豊を中心とする若手騎手の活躍である。
オグリキャップ、スーパークリークは故障のため春は全休したが、その間にイナリワンが武豊を背に天皇賞・春、宝塚記念とG1を連勝。
秋には3頭が揃い、オグリキャップは新コンビを組む南井克巳を背に産経賞オールカマーを勝ち、さらに毎日王冠で柴田政人に乗り替わったイナリワンをハナ差破る。毎日王冠と同日の京都大賞典ではスーパークリークが復帰初戦を飾る。
三強対決の第1ラウンドとなった天皇賞・秋ではスーパークリークがオグリキャップを抑えて優勝。イナリワンは6着に敗れた。
オグリキャップはマイルチャンピオンシップにも参戦して武豊騎乗のバンブーメモリーをハナ差破った。翌週の第9回ジャパンカップにオグリキャップは連闘で出走。レースは直線ニュージーランドから遠征の7歳牝馬ホーリックスとオグリキャップの一騎討ちとなり、2分22秒2の日本レコードタイムでわずかにホーリックスが優勝、同タイム首差2着にオグリキャップが善戦。スーパークリークは4着、イナリワンは11着に敗れた。第34回有馬記念はオグリキャップ、スーパークリークの一騎討ちと見られた。直線で沈むオグリキャップを尻目にスーパークリークが抜け出し、優勝と思われたが、イナリワンが追い込んでハナ差スーパークリークを交わして優勝。オグリキャップは連戦の疲れもあったか5着に敗れた。
年度代表馬にはG1を3勝したイナリワンが選ばれ、オグリキャップは特別賞を受賞した。

### 武豊の活躍
デビュー3年目、この年の3月に20歳になった武豊の活躍はとどまるところを知らず、3月4日には19歳11か月でJRA通算200勝を、11月25日には20歳8か月でJRA通算300勝を達成し、いずれも史上最年少・最速であった。年間トータルでは133勝を挙げ、初の全国リーディングジョッキーとなった。
G1レースでの活躍も光る。シャダイカグラに騎乗した桜花賞では圧倒的不利と言われた大外枠（8枠18番）を克服して優勝。
天皇賞・春は初騎乗となるイナリワンで優勝し、父の武邦彦が騎手時代に勝てなかった天皇賞をデビュー3年目にして優勝した。
イナリワンで宝塚記念も優勝。秋にはスーパークリークで天皇賞・秋を制した。
G1レース4勝を含むJRA重賞勝ち鞍は11に及び、JRA賞最多賞金獲得騎手も受賞した。
武豊以外にも、この年には岸滋彦がG1初騎乗のエリザベス女王杯でサンドピアリスに騎乗して最低人気を覆して優勝。松永幹夫は年末のワールドスーパージョッキーズシリーズに優勝し、角田晃一も重賞初制覇、岡潤一郎は6月18日の札幌競馬でJRA記録の5連続騎乗勝利を挙げたりと、関西を中心に若手騎手の成長が著しかった。

## できごと

### 1月 - 3月
- 1月7日 - 昭和天皇崩御による服喪で日本中央競馬会はこの日と1月8日に予定されていた中山競馬場、京都競馬場での開催は延期となった（1月7日の両競馬場第2日分は1月13日、1月8日の第3日分は1月20日にそれぞれ代替開催として施行。このため、当初から予定されていた1月14日・1月15日ならびに振替休日の開催（これは当初の計画通りであった）となる1月16日＜第4・5・6日分＞と1月21日・1月22日＜第7・8日分＞と合わせ、2週連続で金曜日からの連続開催となる。なお、1月13日 - 1月16日の4日連続開催はJRA史上初の出来事であった）[1]。同日、地方競馬全国協会は昭和天皇崩御に対する服喪による弔意を表すため、1月12日までに予定されていた各競馬場の開催を中止すると発表した。
- 1月13日 - ばんえい競馬を開催する北海道市営競馬組合が設立される[1]。
- 3月1日 - 日本調教師会の提案により調教師の70歳定年制が導入され、8名の調教師が勇退した[2][注 2]。
- 3月9日 - 株式会社ジャパン・ターフグラスが設立される[2]。
- 3月12日 - 阪神大賞典で2位に入線した圧倒的1番人気のスルーオダイナは他馬の進路を妨害し失格。騎手岡部幸雄は騎乗停止処分に。

### 4月 - 6月
- 4月1日 - 消費税導入により、中央競馬では諸賞金に3%上乗せされるようになる[2]。
- 4月9日 - 中山大障害（春）で11歳のキョウエイウオリアが優勝。11歳（現在の10歳）馬の重賞優勝は中央競馬史上初。
- 4月10日 - 新潟競馬場でターフビジョンの竣工式が行われる[2]。
- 4月16日 - 皐月賞でドクタースパートが優勝。北海道営競馬出身馬のJRAG1優勝は初。騎乗していた的場均はグレード制導入後初のG1優勝となった。
- 4月30日 - 京都競馬場で第1回オーストラリアデーが開催される[2]。
- 5月3日 - 阪神競馬場において、中央競馬の第1回ファン感謝デーが行われる[2]。
- 5月28日 - 東京優駿でウィナーズサークルが優勝。史上初の茨城県産・芦毛の東京優駿優勝馬となった。
- 6月3日 - オーストラリアにて行われた国際障害騎手招待シリーズに日本チームが参加し、6月13日に日本チームが団体優勝を飾る。また、個人戦では岡冨俊一が優勝した[2]。
- 6月9日 - イギリス・エプソム競馬場において、東京競馬場との交換競走「東京トロフィー」が実施される[2]。
- 6月18日 - 岡潤一郎が札幌競馬場でJRA記録となる5連続騎乗勝利を記録[注 3]

### 7月 - 9月
- 7月2日 - 芝コースが新設される札幌競馬場で、名物でもあった札幌記念がダートコースで行われた最後の回となった。優勝馬はダイナレター。
- 7月27日 - 日本中央競馬会運営審議会において議論されてきた、「同枠取消問題」についての答申が理事長宛てに行われる。のちの馬番連勝方式の導入の発端となる[2]。
- 8月31日 - 「89' インターナショナルレディースジョッキーシリーズ」が札幌・上山・金沢・大井の4競馬場で行われ、オセアニアから4名の女性騎手が招待され転戦した。同シリーズは1991年に「インターナショナルクイーンジョッキーシリーズ」に改称され、1993年まで続けられた[2]。
- 9月10日 - 京王杯オータムハンデでマティリアルが4歳時のスプリングステークス以来2年6か月ぶりの勝利を挙げたが、ゴール後に故障を発症し、4日後に死亡。
- 9月23日 - オーストラリアのロイヤルランドウィック競馬場において、第1回ジャパントロフィーが開催される[2]。
- 9月25日 - 日本中央競馬会のマスコットの名称が公募され、「ターフィー」に決定する[2]。

### 10月 - 12月
- 10月2日 - 株式会社日本レーシングサービスが設立される[2]。
- 10月10日 - 札幌競馬場において、第1回ブリーダーズゴールドカップが開催される。第1回優勝馬はフエートノーザン[3]。
- 10月27日 - 第100回天皇賞を記念して、シンザンが描かれた記念切手が発行される[3]。
- 11月3日 - 南関東三冠の最終戦・東京王冠賞でロジータが優勝し、史上6頭目の南関東三冠馬となった。2012年時点で唯一の牝馬の南関東三冠馬である。
- 11月3日 - 中央競馬・美浦所属の田中朋次郎調教師が勲五等双光旭日章を受章[3]。
- 11月12日 - エリザベス女王杯では圧倒的1番人気に支持されたシャダイカグラが故障し失速（結果は最下位の20着）。20頭立て20番人気のサンドピアリスが、このレースでG1初騎乗となった岸滋彦を背に優勝し、単勝配当43,060円の大波乱。これはグレード制施行後のG1最高単勝配当記録で、現在も破られていない。
- 11月23日 - 笠松競馬場で行われた第2回全日本サラブレッドカップで、第1回の優勝馬でもあり9割以上の単勝支持を受けた圧倒的本命フエートノーザンが故障。懸命の治療の甲斐もなく12月12日に死亡。
- 12月17日 - 朝日杯3歳ステークスでアイネスフウジンが1分34秒4の3歳日本タイレコードで優勝。マルゼンスキーの3歳レコードに13年ぶりに並ぶ。
- 12月29日 - 南関東三冠馬のロジータが東京大賞典に優勝、牝馬としては史上初の「南関東四冠馬」となった[3]。

## 競走成績

### 中央競馬・平地GI
- 第49回桜花賞（阪神競馬場・4月9日） 優勝：シャダイカグラ、騎手：武豊
- 第49回皐月賞（中山競馬場・4月16日） 優勝：ドクタースパート、騎手：的場均
- 第99回天皇賞（春）（京都競馬場・4月29日） 優勝：イナリワン、騎手：武豊
- 第39回安田記念（東京競馬場・5月14日） 優勝：バンブーメモリー、騎手：岡部幸雄
- 第50回優駿牝馬（オークス）（東京競馬場・5月21日） 優勝：ライトカラー、騎手：田島良保
- 第56回東京優駿（日本ダービー）（東京競馬場・5月28日） 優勝：ウィナーズサークル、騎手：郷原洋行
- 第30回宝塚記念（阪神競馬場・6月11日） 優勝：イナリワン、騎手：武豊
- 第100回天皇賞（秋）（東京競馬場・10月29日） 優勝：スーパークリーク、騎手：武豊
- 第50回菊花賞（京都競馬場・11月5日） 優勝：バンブービギン、騎手：南井克巳
- 第14回エリザベス女王杯（京都競馬場・11月12日） 優勝：サンドピアリス、騎手：岸滋彦
- 第6回マイルチャンピオンシップ（京都競馬場・11月19日） 優勝：オグリキャップ、騎手：南井克巳
- 第9回ジャパンカップ（東京競馬場・11月26日） 優勝：ホーリックス、騎手：ランス・アンソニー・オサリバン
- 第41回朝日杯3歳ステークス（中山競馬場・12月17日） 優勝：アイネスフウジン、騎手：中野栄治
- 第41回阪神3歳ステークス（阪神競馬場・12月17日） 優勝：コガネタイフウ、騎手：田原成貴
- 第34回有馬記念（中山競馬場・12月24日） 優勝：イナリワン、騎手：柴田政人

### 中央競馬・障害
- 第102回中山大障害（春）（中山競馬場・4月9日） 優勝：キョウエイウオリア、騎手：星野忍
- 第103回中山大障害（秋）（中山競馬場・12月23日） 優勝：メジロマスキット、騎手：臼井武

### 地方競馬主要競走
- 第12回帝王賞（大井競馬場・4月12日）優勝：フエートノーザン（騎手：安藤勝己）
- 第28回楠賞全日本アラブ優駿（園田競馬場・5月17日）優勝：アサリユウセンプー（騎手：那俄性哲也）
- 第35回東京ダービー（大井競馬場・6月8日）優勝：ロジータ（騎手：野崎武司）
- 第1回ブリーダーズゴールドカップ（札幌競馬場・10月10日）優勝：フエートノーザン（騎手：安藤勝己）
- 第9回全日本アラブクイーンカップ（園田競馬場・10月11日）優勝：ミナトクイン（騎手：森繁）
- 第2回全日本サラブレッドカップ（笠松競馬場・11月23日）優勝：ポールドヒユーマ（騎手：青木達彦）
- 第35回全日本アラブ大賞典（大井競馬場・12月7日）優勝：ミスターヨシゼン（騎手：的場文男）
- 第35回東京大賞典（大井競馬場・12月29日）優勝：ロジータ（騎手：野崎武司）

## 表彰

### JRA賞
- 年度代表馬・最優秀5歳以上牡馬 イナリワン
- 最優秀3歳牡馬 アイネスフウジン
- 最優秀3歳牝馬 サクラサエズリ
- 最優秀4歳牡馬 ウィナーズサークル
- 最優秀4歳牝馬 シャダイカグラ
- 最優秀5歳以上牝馬 ルイジアナピット
- 最優秀父内国産馬 バンブービギン
- 最優秀ダートホース ダイナレター
- 最優秀スプリンター バンブーメモリー
- 最優秀障害馬 メジロマスキット
- 最優秀アラブ アキヒロホマレ
- 特別賞 オグリキャップ

## リーディング

### リーディングジョッキー
- 最多勝利騎手、最多賞金獲得騎手 武豊
- 最高勝率騎手 岡部幸雄
- 最多勝利障害騎手 星野忍
- 最多勝利新人騎手 角田晃一

### リーディングトレーナー
- 最多勝利調教師、最多賞金獲得調教師 小林稔
- 最高勝率調教師 渡辺栄
- 優秀技術調教師 松山康久

### リーディングブリーダー
- 社台ファーム

### リーディングサイアー
- ノーザンテースト

### リーディングブルードメアサイアー
- ノーザンテースト

## 誕生

### 人物
- 1月20日 - 草野太郎騎手（JRA）
- 2月8日 - 今井貴大騎手（名古屋）
- 2月9日 - 小杉亮騎手（船橋）
- 3月12日 - 宮崎北斗騎手（JRA）
- 6月14日 - 安藤洋一騎手（大井）
- 8月23日 - 國分祐仁騎手（浦和）
- 12月19日 - 三浦皇成騎手（JRA）

### 競走馬
この年に生まれた競走馬は1992年のクラシック世代となる。
- 2月2日 - シンコウラブリイ
- 2月3日 - パラダイスクリーク
- 2月20日 - ヒシマサル
- 2月22日 - ノーザンコンダクト
- 3月5日 - ライスシャワー
- 3月6日 - ケイティタイガー
- 3月13日 - タケノベルベット
- 3月20日 - ナリタタイセイ
- 3月28日 - アドラーブル
- 3月31日 - トミシノポルンガ
- 4月3日 - エイシンテネシー
- 4月7日 - エルカーサリバー、ゴールドマウンテン、サンエイサンキュー
- 4月14日 - サクラバクシンオー、ミスターホンマル
- 4月16日 - ローズムーン
- 4月19日 - ニシノフラワー
- 4月20日 - チェリーコウマン
- 4月23日 - レガシーワールド
- 4月25日 - ミホノブルボン
- 4月27日 - キョウエイボーガン
- 4月30日 - セキテイリュウオー
- 5月1日 - アイルトンシンボリ
- 5月3日 - エリザベスローズ
- 5月5日 - モリユウプリンス
- 5月7日 - マチカネタンホイザ
- 5月10日 - トロットサンダー
- 5月20日 - アラシ
- 5月21日 - ロンシャンボーイ
- 5月27日 - ロドリゴデトリアーノ
- 5月28日 - ニホンピロプリンス

## 死去

### 人物
- 3月22日 - 田中康三（元騎手、調教師[注 4]）
- 7月16日 - 夏村辰男[4]
- 7月21日 - 久保田彦之（調教師）[4]
- 7月28日 - 小西喜蔵[4]

### 競走馬
- 3月（日不明） - リュウズキ
- 5月31日 - スピードシンボリ
- 9月14日 - マティリアル
- 9月20日 - ディクタス
- 10月4日 - セクレタリアト
- 12月12日 - フエートノーザン